# 岡山芸術交流
岡山芸術交流（おかやまげいじゅつこうりゅう、英題:Okayama Art Summit）とは、岡山県岡山市で3年おきに開催されるトリエンナーレ形式の国際芸術祭である。第1回は2016年に実施された。総合プロデューサーは石川康晴。

## 概要
セクシャルハラスメント報道などを問題視し、総合プロデューサーの更迭を求める陳情書が、2022年11月19日に市民団体から岡山市議会に提出された。

## 岡山芸術交流の一覧

### 岡山芸術交流2016[3]
- テーマ - 「開発」
- 主催 - 岡山芸術交流実行委員会
  - アーティスティックディレクター - リアム・ギリック
- 開催期間 - 2016年10月9日（日）～11月27日（日）［44日間］
- 会場 - 旧後楽館天神校舎跡地、岡山県天神山文化プラザ、岡山市立オリエント美術館、旧福岡醤油建物、シネマ・クレール 丸の内、林原美術館、岡山城、岡山県庁前広場、岡山市内各所
- 参加者 - 31組

### 岡山芸術交流2019[4]
- テーマ - 「もし蛇が」
- 主催 - 岡山芸術交流実行委員会
  - アーティスティックディレクター - ピエール・ユイグ
- 開催期間 - 2019年9月27日（日）～11月24日（日）［51日間］
- 会場 - 旧内山下小学校、岡山県天神山文化プラザ、岡山市立オリエント美術館、旧福岡醤油建物、シネマ・クレール 丸の内、林原美術館、岡山城、岡山市内各所
- 参加者 - 18組

### 岡山芸術交流2022[5]
- テーマ - 「僕らは同じ空のもと夢をみているだろうか」
- 主催 - 岡山芸術交流実行委員会
  - アーティスティックディレクター - リクリット・ティラヴァーニャ
- 開催期間 - 2022年9月30日（日）～11月27日（日）［51日間］
- 会場 - 旧内山下小学校、岡山県天神山文化プラザ、岡山市立オリエント美術館、シネマ・クレール 丸の内、林原美術館、岡山後楽園観騎亭、岡山神社、石山公園、岡山城中の段、岡山天満屋
- 参加者 - 28組

### 岡山芸術交流2025[1]
- 主催 - 岡山芸術交流実行委員会
  - アーティスティックディレクター - フィリップ・パレーノ
  - アーティスティックトランスレーター - 島袋道浩
- 開催期間 - 2025年9月26日（金）～2025年11月24日（月）